# Verwaltungsgemeinschaft Südliche Altmark/Elbe
Die Verwaltungsgemeinschaft Südliche Altmark/Elbe ist eine ehemalige Verwaltungsgemeinschaft im Ohrekreis in Sachsen-Anhalt und hatte ihren Sitz in Rogätz.

## Mitgliedsgemeinden
| - Angern - Bertingen - Burgstall - Mahlwinkel | - Rogätz - Sandbeiendorf - Wenddorf |

## Geschichte
Die Verwaltungsgemeinschaft Südliche Altmark/Elbe wurde 1994 durch den freiwilligen Zusammenschluss von sieben Gemeinden gegründet. Sie wurde zum 1. Januar 2005 aufgelöst und die Gemeinden wurden in die neu gegründete Verwaltungsgemeinschaft Elbe-Heide eingegliedert.